# Dolní mlýn (Úštěk)
Dolní mlýn v Levínské ulici v Úštěku-Českém Předměstí v okrese Litoměřice je vodní mlýn, který stojí na Červeném potoce (Haberbach, Habřinský potok). Je chráněn jako kulturní památka.

## Historie
Mlýn pocházející z pozdního středověku byl v 19. století stavebně upraven.

## Popis
V nižší části mlýna, mlýnici, jsou zachovány obytné místnosti, ve vyšší stavbě jsou v průčelí patrná kamenná ostění oken a dveří a pod omítkou je dochován relikt kamenných krakorců prevétu.
Voda na vodní kolo vedla náhonem, nad mlýnem je patrná malá nádržka. Náhon označovaný jako Červený potok vodu přiváděl od Habřiny. Vedl po hřbetu úštěckého ostrohu a po zrušení mlýnů, které na něm stály, byl postupně zasypán. V roce 1930 měl mlýn jedno kolo na vrchní vodu (spád 4,65 m, výkon 2,5 HP).